# Grafmonument van tegenpaus Johannes XXIII

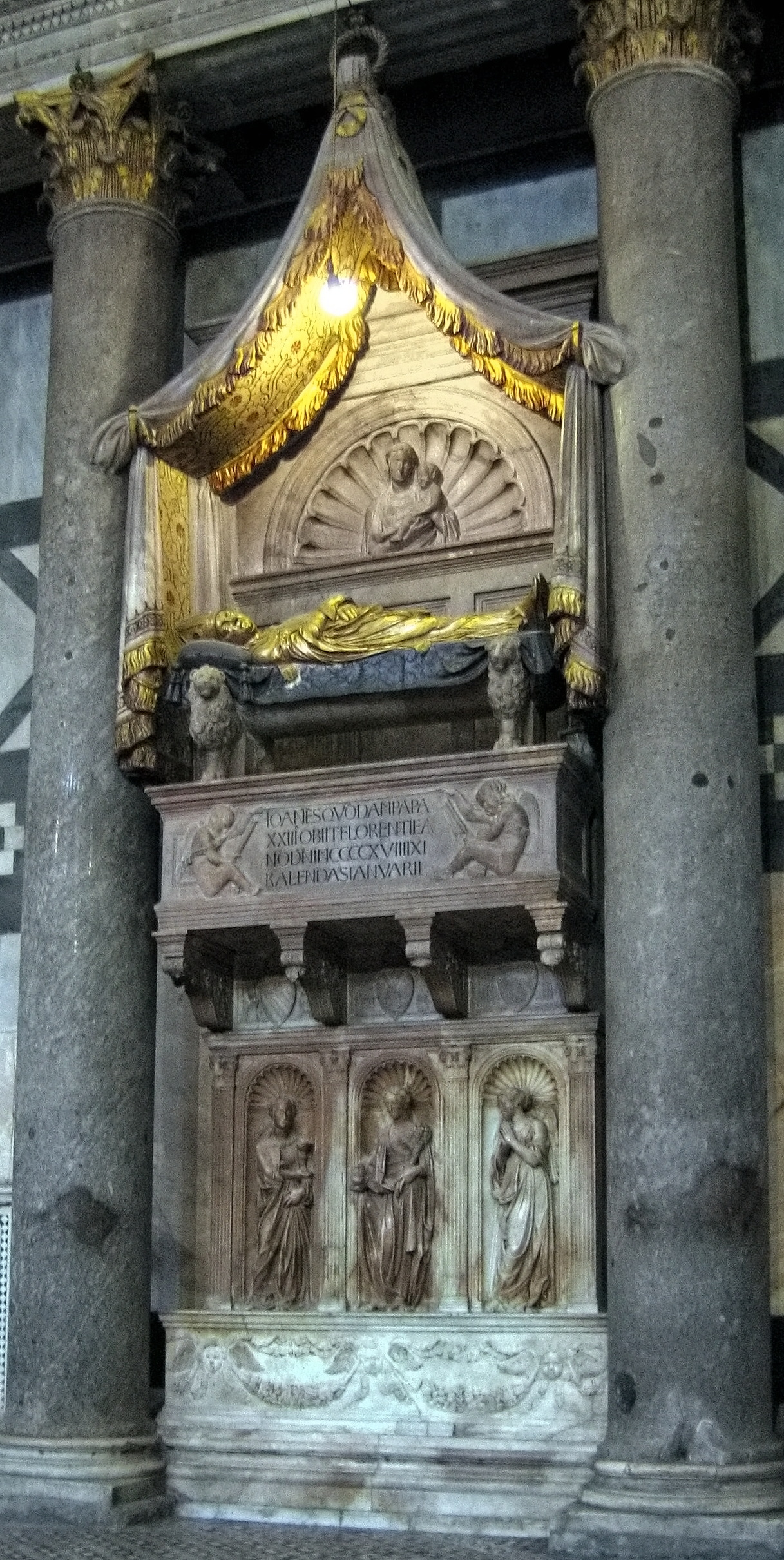
Grafmonument van Johannes XXIII

Het Grafmonument van tegenpaus Johannes XXIII bevindt zich in het Baptisterium van de Dom van Florence en werd ontworpen door Donatello en Michelozzo. Het werk werd voltooid in de jaren twintig van de vijftiende eeuw.

## Achtergrond
Tegenpaus Johannes XXIII overlijdt op 22 december 1419 als kardinaal Balthasar Cossa, zijn eigen wereldlijke naam. Op de dag van zijn dood heeft hij eigenhandig zijn laatste wil opgemaakt. Na het overlijden wordt zijn lichaam onbedekt op de baar gelegd, met de witte mijter op zijn hoofd en de kardinaalshoed op een kussen aan het voeteneind als de tekenen van zijn kerkelijke functie. De baar, bekleed met een witte lijkwade, wordt daarna in processie naar het Baptisterium gedragen en op de doopvont gelegd. De processie werd voorafgegaan door de kanunniken van de Santa Maria del Fiore, de Dom, met drie kruisen: voor de Dom, het Baptisterium en de Santa Maria Maggiore. Ten slotte is de baar onder de preekstoel van het Baptisterium gezet.
Gedurende de novenas, een negen dagen durende uitvaartceremonie voor geestelijke hoogwaardigheidsbekleders, is het lichaam van de ex-paus in het Baptisterium gebleven. Voor de ceremonie werd in de Dom een katafalk geplaatst, waarin een lijkbaar stond, bedekt met een zwart kleed en twee kussens erop. Op een van deze kussens lag de kardinaalshoed van Balthasar Cossa, de vroegere paus Johannes XXIII. De baar werd afgeschermd door een zwart kleed met zijn familiewapen. Rondom de katafalk stonden houten banken, waarop de rouwers zaten, ieder met een brandende kaars in de hand. Ook op de katafalk stonden brandende kaarsen. Na de novenas volgde de begrafenis in een tijdelijk graf. Na de oplevering van het grafmonument in 1433 vond de officiële herbegrafenis plaats.

## Ontstaansgeschiedenis
Balthasar Cossa had in zijn testament bepaald dat het reliek van de rechterwijsvinger van Johannes de Doper werd nagelaten aan het Baptisterium van de San Giovanni Battista-kerk (Johannes de Doperkerk) te Florence. Als paus had hij tenslotte voor diens naam gekozen. Daarnaast wil hij in Florence worden begraven, maar de keus voor het graf en de kosten ervan moeten worden bepaald door de uitvoerders van het testament.
Een van de door hem aangewezen uitvoerders is Giovanni di Bicci, de grondlegger van de rijkdom en macht van deze Florentijnse familie. De Medici horen tot de Florentijnen, die door toedoen van Cossa – toen deze pauselijk gezant was in het aangrenzende Bologna – als bankiers van de Curie optraden. Daarnaast zorgde hij in deze periode voor een bondgenootschap tussen de twee steden. De schenking van de belangrijke reliek van Johannes de Doper en de bijzondere relatie van de voormalige paus met de stad Florence en haar inwoners zijn van grote invloed geweest op de plaatsing van het monument in het Baptisterium.
Het Baptisterium is voor de Florentijnen heel speciaal, want zij geloven dat deze kapel uit de Oudheid stamt en het begin van het christendom markeert. Toch krijgen de executeurs in 1422 toestemming voor de bouw van een graftombe in dit bouwwerk. Balthasar Cossa zou deze wens uit bescheidenheid niet in zijn testament hebben opgenomen, maar wel mondeling hebben geuit. Wel worden er voorwaarden verbonden aan het ontwerp. Het grafmonument moet zowel in de breedte als in de diepte passen tussen de twee centrale zuilen in de muur van het Baptisterium en daarbij moet het een ornament worden voor de ruimte. Dit is niet alleen uit esthetische overwegingen, maar het begraven van de doden hoort sinds de 13de eeuw tot een van de zeven goede werken.
De beeldhouwer Donatello krijgt de opdracht van de executeurs voor het grafmonument. In 1424 zou een deel van de tombe zijn opgezet en in een contract uit 1426 wordt een bedrag van 800 florijnen genoemd. Aangenomen wordt, dat de zoon van Giovanni di Bicci, Cosimo de Medici, de keus voor Donatello heeft beïnvloed, aangezien deze dan al veel beelden had gemaakt voor Cosimo’s tuin. In juli 1427 wordt Michelozzo erbij betrokken, een architect-beeldhouwer met wie Donatello sinds 1426 samenwerkt. Donatello heeft vermoedelijk Michelozzo’s hulp ingeroepen in verband met de constructie van het marmeren baldakijn en bij het beeldhouwwerk. Zo wordt het reliëf van Maria en het christuskind van het monument aan hem toegeschreven.

## Beschrijving van het grafmonument
Vanwege de door de stad Florence gestelde voorwaarden kreeg het monument de vorm van een wandgraf (zie afbeelding grafmonument). Het monument is opgebouwd in drie registers: de basis met het voetstuk en de Deugden, het middendeel met de [sarcofaag] en de graffiguur (effigie) en het bovenste deel met Maria en het Christuskind, omsloten door het baldakijn. Behalve de bronzen graffiguur en de baldakijnring is het monument uitgevoerd in wit en bruin marmer.
De basis bestaat uit een voetstuk met een reliëf van drie gevleugelde cherubijnenkopjes, waartussen stengels met vruchten en bladeren hangen. Boven het voetstuk staan in reliëf de personificaties van de drie theologische deugden: v.l.n.r. Fides, Caritas en Spes. Deze bevinden zich in ondiepe schelpvormige nissen, geflankeerd door pilasters met Korinthische kapitelen. Boven de kroonlijst zijn drie wapenschilden aangebracht: van links naar rechts het pauselijk wapen van Johannes XXIII (het familiewapen met een [tiara]); het wapen van de kerk (de sleutels van Petrus met een tiara) en zijn wapen als kardinaal (het familiewapen met een kardinaalshoed).
Het middendeel bestaat uit de sarcofaag, waarop de baar met de liggende pausfiguur staat. De sarcofaag rust op consoles. Op de voorkant van de sarcofaag zijn twee zittende engeltjes verbeeld, die een uitgerold perkament met de epitaaf vasthouden (zie afbeelding grafmonument). De baar met het beeld van Cossa staat op twee leeuwenpoten en is licht gekanteld, zodat het vanaf de grond zichtbaar is (zie afbeelding). De effigie ligt op de rug; het hoofd dat op een kussen rust, is naar opzij gekeerd en heeft de ogen gesloten. Hij draagt de bisschoppelijke liturgische kleding, die bestaat uit albe, amict, kazuifel, mijter, handschoenen en schoenen. De kazuifel en de accessoires zijn versierd met een verticale baan, waarin een patroon van cirkels, ruiten en bloemen is opgenomen. Ondanks de rijke versiering lijkt de gekozen kleding eenvoudig en niet statusverhogend vanwege het ontbreken van pallium en ring, de gebruikelijke eretekenen voor een bisschop.
In de derde zone is een halve schelpvormige nis met het reliëf van Maria en het Christuskind. Het baldakijn, gebeeldhouwd met zware plooien en een patroon van bloemen en stengels, hangt als het ware aan de bronzen ring.
De driedeling in het monument staat voor het aardse leven van de ex-paus, gekenmerkt door de drie deugden en de wapens van zijn verschillende functies. Met de sarcofaag, de epitaaf en de baar met het beeld wordt zijn dood aangegeven. Het Maria en Jezus-reliëf verbeeldt de hemel, het leven na de dood. Door middel van het baldakijn en de baar met het kleed wordt de doodskamer en een hemelbed verbeeld.

## Betekenis en belang
Het graf van Johannes XXIII is het laatste pausgraf buiten Rome. Het monument illustreert de bijzondere relatie van deze paus met de bewoners van Florence, waardoor de unieke plaats van het Baptisterium en de opdracht aan Donatello mogelijk zijn gemaakt. Deze kunstenaar creëert het motief van het naar opzij gekeerde hoofd van de pausfiguur, omdat hij rekening houdt met het standpunt van de beschouwer. Daarnaast suggereert hij, ondanks de beperkende voorwaarden van de maatvoering, diepte door het baldakijn als een hemelbed voor te stellen door middel van twee tentdaken achter elkaar. Hiermee doet de Renaissance haar intrede in het grafmonument.

## Trivia
Hoewel Johannes XXIII een afgezette paus was, wordt hij in de epitaaf toch met zijn pausnaam genoemd. Dit is mogelijk door het woord quondam, dat vroeger betekent. Op deze wijze konden de Florentijnen hun waardering laten blijken zonder zijn opvolger, paus Martinus V, te ontkennen. Opvallend is dat in de literatuur wordt vermeld, dat Johannes XXIII op 22 december 1419 is overleden, terwijl de Latijnse epitaaf de datum van 11 januari 1419 toont.